# Microtityus angelaerrosae
Espèce
Microtityus angelaerrosae est une espèce de scorpions de la famille des Buthidae.

## Distribution
Cette espèce est endémique de l'État d'Aragua au Venezuela. Elle se rencontre vers San Casimiro.

## Étymologie
Cette espèce est nommée en l'honneur d'Angela Rosa Delgado de González

## Publication originale
- Gonzáles-Sponga, 2001 : « Arácnidos de Venezuela. Seis nuevas especies del género Microtityus (Scorpionida: Buthidae) del sistema montañoso de la costa. » Boletín de la Academia de Ciencias Físicas, Matemática y Naturales, vol. 61, no 1/2, p. 45-66.